# Klaus Steinbrenner
Klaus Steinbrenner (* 5. Juni 1935 in Frankfurt am Main, Deutschland) ist ein deutscher Bildhauer, der viele Jahre in den USA lebte und arbeitete.

## Leben
Klaus Steinbrenner ist der jüngere Bruder des deutschen Bildhauers Hans Steinbrenner. Klaus Steinbrenner besuchte die Kunstschule in Offenbach am Main von 1955 bis 1958. Von 1958 bis 1963 arbeitete er als Bildhauer zusammen mit seinem Bruder als Künstlerpaar in der Bildhauergemeinschaft Hans & Klaus Steinbrenner in Frankfurt am Main.
Von 1964 bis 1968 arbeitete er als Architekt in Frankfurt. Im Jahr 1968 zog er nach Chicago, Illinois in die USA. Er arbeitete dort als Architekt für das Architekturbüro Skidmore, Owings and Merrill. Im Jahr 1970 nahm er seine Arbeit als Bildhauer wieder auf. Er zog im Jahr 1983 nach Wisconsin und 1985 nach Framingham, Massachusetts. Er arbeitete als Bildhauer im eigenen Atelier. Im Jahr 1993 zog er nach Philadelphia, richtete allerdings sein Atelier in Dooneen in Irland ein. Im Jahr 2000 zog er endgültig nach Irland.
Klaus Steinbrenner arbeitet als Bildhauer mit Holz und Stein. Er formt seine abstrakten Skulpturen jeweils aus massiven Blöcken, lässt die Original-Blöcke aber immer in ihrer Grundstruktur bestehen.
Seine erste Einzelausstellung fand im Jahr 1960 in der Galerie am Dom in Frankfurt am Main statt. Zusammen mit seinem Bruder waren sie als Hans & Klaus Steinbrenner mit einer „Großen Holzfigur“ im Jahr 1964 auf der documenta III in Kassel in der Abteilung „Aspekte 1964“ vertreten.

## Ausstellungen (Auswahl)

### Einzelausstellungen
- 1960 Galerie am Dom in Frankfurt am Main
- 1971 Evanston Art Center, Evanston Illinois
- 1977 Art Institute of Chicago, ARS

### Gruppenausstellungen
- 1964 documenta III, Kassel
- 1964 Hofheimer Gruppe, Hofheim
- 1966 Arnheim, Niederlande
- 1971 VanStraaten Gallery, Chicago
- 1973 Seventy-Fourth Chicago and Vicinuty Show, Art Institute of Chicago
- 1973 New Horizons in Art, Chicago
- 1975 The Union League Club 3-D Show, Chicago
- 1974 Art Institute of Chicago, ARS
- 1977 Art Institute of Chicago, ARS
- 1978 Silver Show, Art Institute of Chicago, ARS
- 1980 Galerija, Chicago